# Skrzydlna

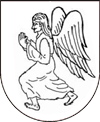
Nieoficjalny herb wsi Skrzydlna

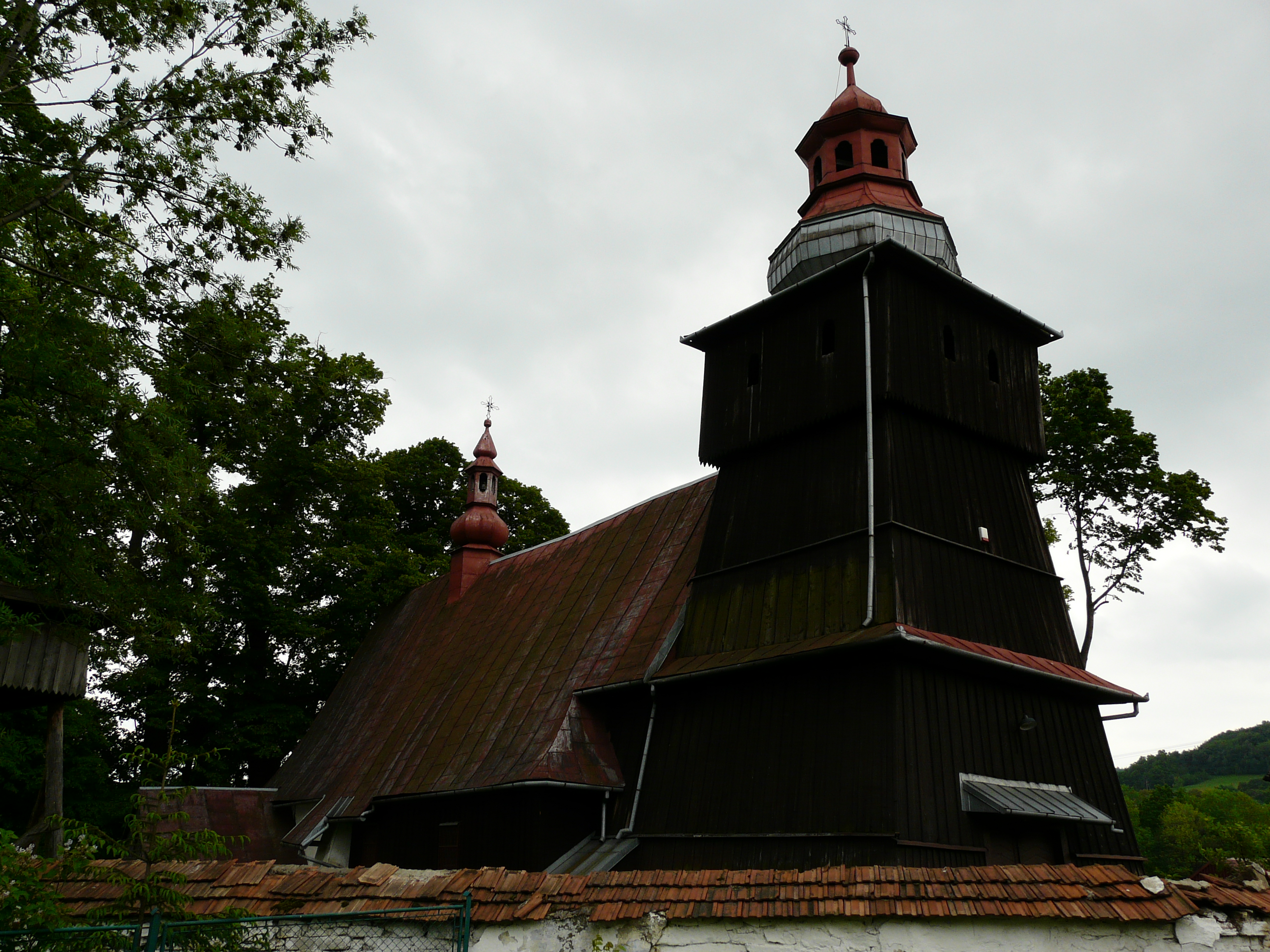
Zabytkowy kościół św. Mikołaja Biskupa w Skrzydlnej

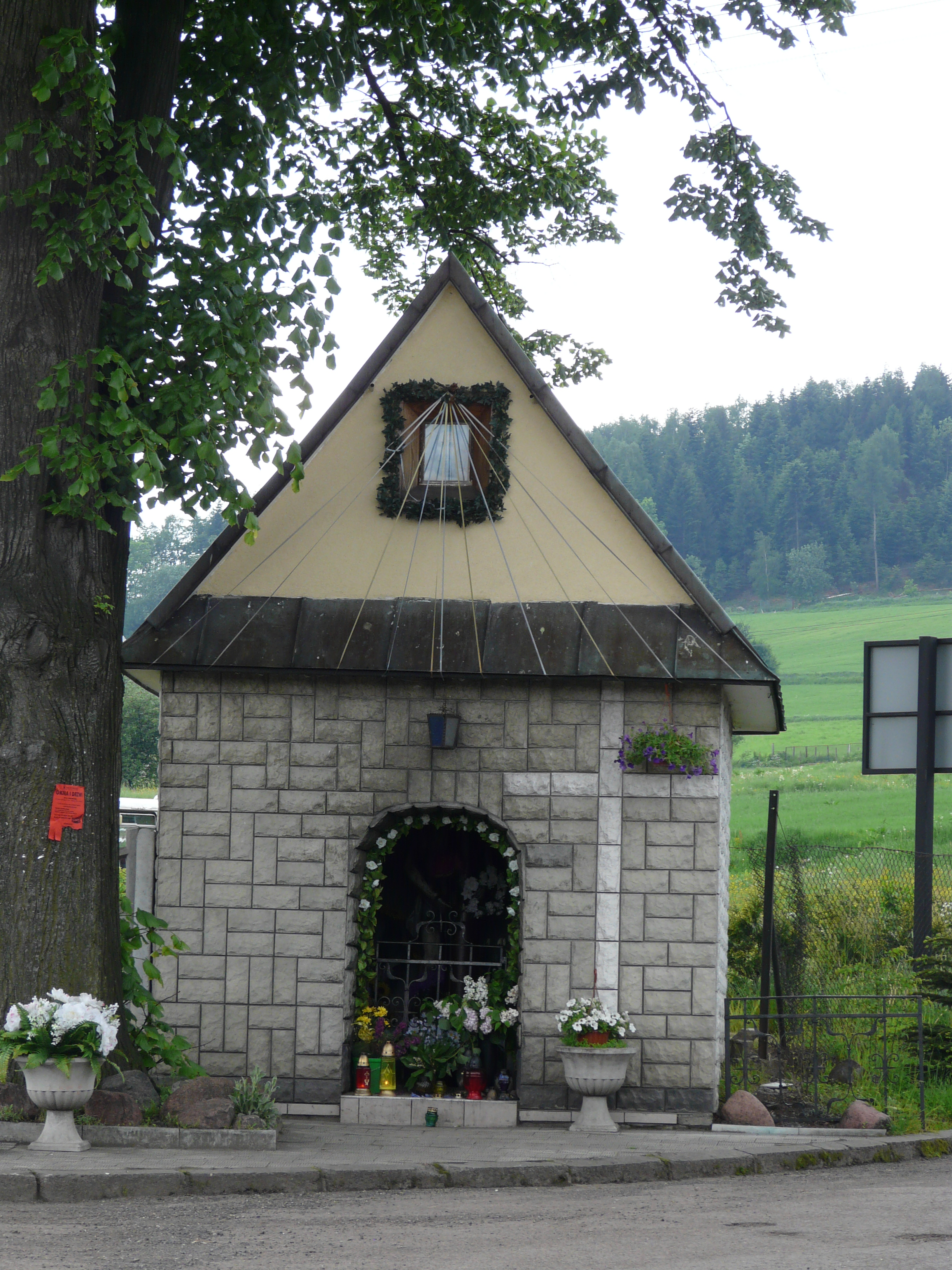
Kapliczka w Skrzydlnej

Skrzydlna – wieś w Polsce położona w województwie małopolskim, w powiecie limanowskim, w gminie Dobra.

W latach 1975–1998 miejscowość administracyjnie należała do województwa nowosądeckiego.

## Części wsi
| SIMC    | Nazwa       | Rodzaj    |
| ------- | ----------- | --------- |
| 0424645 | Drągówka    | część wsi |
| 0424651 | Dział       | część wsi |
| 0424668 | Działy      | część wsi |
| 0424674 | Góry        | część wsi |
| 0424680 | Kliny       | część wsi |
| 0424697 | Krzenowiska | część wsi |
| 0424705 | Ługowina    | część wsi |
| 0424711 | Rynek       | część wsi |
| 0424728 | Sermakówka  | część wsi |
| 0424734 | Wilkówka    | część wsi |
| 0424740 | Za Działem  | część wsi |

## Historia
Istnieje legenda, że przez Skrzydlną uciekał przed prześladowaniem święty Wojciech, jednak nie ma żadnych źródeł (poza tradycją mówioną), które potwierdzałyby istnienie wsi w czasach mu współczesnych.
Pierwsze pisemne wzmianki o Skrzydlnej pochodzą z 1296 roku. Wieś posiadała od 1424 prawa miejskie, nadane przez króla Władysława Jagiełłę, które zostały jej odebrane w późniejszym okresie. Okoliczności tych wydarzeń nie są znane, jednak prawdopodobnie upadek miasta nastąpił jeszcze za czasów, gdy wieś była w rękach rodu Ratoldów. W swych Kronikach... Jan Długosz nazywał wieś Crzidlna lub Krzidlna. W późniejszym okresie wieś przechodziła w ręce kolejnych rodów, w tym Pieniążków i Wilkoszewskich.
W 1351 erygowano tu parafię przy istniejącym już wcześniej kościele pw. św. Mikołaja. Parafia ta do XIX w. nosiła wezwanie św. Mikołaja i św. Anny.
W latach 1850–1862 Skrzydlna była siedzibą niewielkiego powiatu, zwanego bezirkiem.
5 września 1939 niemiecki oddział specjalny zamordował we wsi 9 mieszkańców. W czasie okupacji hitlerowskiej 20 sierpnia 1944 miała miejsce pacyfikacja, której ofiarą padli mieszkańcy Skrzydlnej mieszkający pod Śnieżnicą. Oddział SS zamordował 23 osoby i spalił 13 zabudowań. Miał to być odwet za opór zbrojny, który stawili okupantom.
Do 1954 wieś była siedzibą gminy Skrzydlna, a do 1972 – Gromadzkiej Rady Narodowej (obejmowała administracją wsie Skrzydlna, Wola Skrzydlańska, Przenosza i Stróża).

## Geografia
Położenie
Miejscowość położona jest w większości na obszarze Beskidu Wyspowego, u źródeł i w kotlinie rzeki Stradomki. W bezpośrednim sąsiedztwie wsi znajdują się szczyty Beskidu Wyspowego: Ciecień, Wierzbanowska Góra, Dzielec i Śnieżnica. Ostatnimi na północ wzniesieniami Beskidu Wyspowego w rejonie Skrzydlnej są Pieninki Skrzydlańskie, na północ od nich znajduje się już Pogórze Wiśnickie, do którego należy północne obrzeże Skrzydlnej.
Warunki naturalne
Rzeźba terenu w Skrzydlnej ma charakter górzysty. Charakteryzuje się szerokimi garbami i łagodnymi stokami, które przecinają wąskie doliny. Północna i wschodnia część wsi, w dolinie Stradomki, położona jest na terenie równinnym.

## Turystyka
Turystyka aktywna
Położenie Skrzydlnej na terenie malowniczego Beskidu Wyspowego, czyni z niej atrakcyjny cel wyjazdów turystycznych. Stanowi doskonałą bazę wypadową wycieczek pieszych i rowerowych na okoliczne szczyty: Śnieżnicę, Ćwilin, Mogielicę i Ciecień.
Około 5 km od Skrzydlnej znajduje się wyciąg narciarski na Śnieżnicy. Okoliczne zbocza są na tyle łagodne, że stanowią dogodne miejsce do uprawiania trekkingu, narciarstwa biegowego, spacerów itp. W pobliżu znajduje się również rezerwat przyrody Śnieżnica, wyznaczony w celu ochrony buczyny karpackiej.

## Zabytki
Obiekty wpisane do rejestru zabytków nieruchomych województwa małopolskiego.
- Kościół parafialny pw. św. Mikołaja, otoczenie, starodrzew.
 Kościół drewniany  z murowanym prezbiterium, jednonawowy, konstrukcji zrębowej pochodzi z XVI w. Został ufundowany przez Prokopa Pieniążka. W wystroju wnętrza dominuje barok. Najcenniejszymi elementami kościoła są: barokowy ołtarz główny z XVII/XVIII w., renesansowy nagrobek rycerski Prokopa Pieniążka (z 1587) oraz krucyfiks na belce tęczowej (z XIV w.). Pozostałe rzeźby i obrazy pochodzą głównie z XVI i XVII w. Są także feretrony z XVII-XVIII w. Część Szlaku Architektury Drewnianej na terenie woj. małopolskiego.
- Dwór obronny.
 W parku krajobrazowym znajduje się murowany, piętrowy dwór szlachecki pochodzący z przełomu XVI/XVII w., przebudowany w XVIII w. W zachodniej części parteru, zachowały się sklepienia kolebkowe i krzyżowe.
- Ogród podworski.
W parku podworskim zachowały się cenne okazy starodrzewia.

### Inne zabytki
- Na cmentarzu parafialnym przy starym kościele znajdują się mogiły ofiar pacyfikacji pod Śnieżnicą, oraz groby wysiedleńców z Warszawy i Poznania;
- kapliczka Chrystus przy słupie z XVIII wieku.

## Religia
Na terenie Skrzydlnej od XIII w. istnieje parafia Mikołaja Biskupa, której siedziba mieści się w nowym kościele pw. św. Mikołaja. W bliskim sąsiedztwie stoi również zabytkowy kościół drewniano-murowany pod tym samym wezwaniem.